# Ebolautbrottet i Kongo-Kinshasa 2014

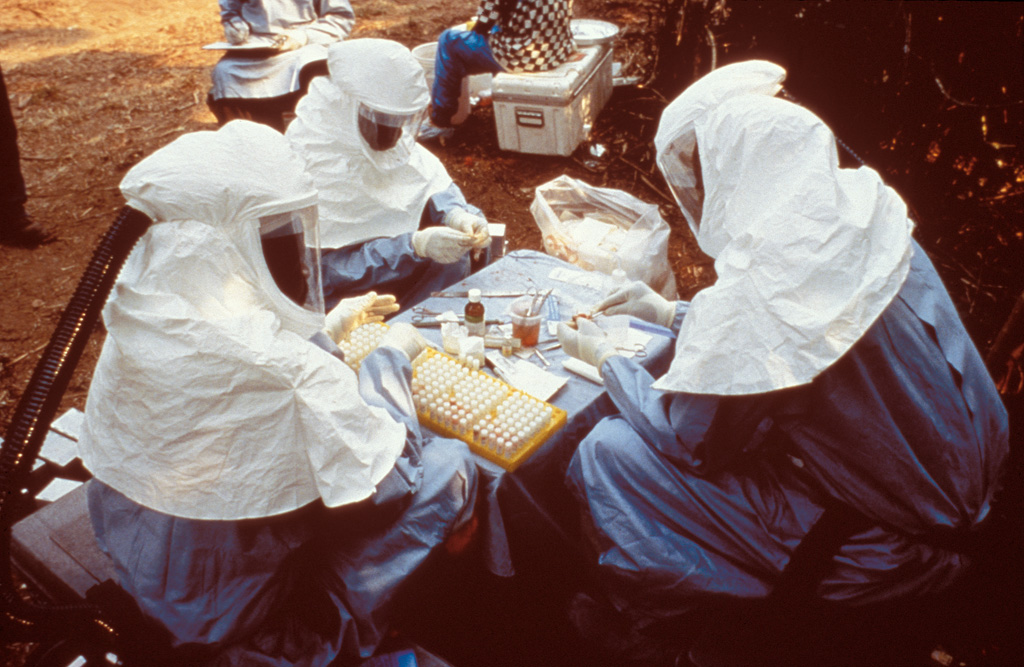
Forskningspersonal i personlig skyddsutrustning som arbetar med insamling av Ebolavirusprov från djur i Kongo-Kinshasa (dåvarande Zaire) omkring 1995.

Ebolautbrottet i Kongo-Kinshasa 2014 började i augusti 2014 och var det sjunde ebolautbrottet i Kongo-Kinshasa. Utbrottet förklarades vara över den 15 november samma år, efter 42 dagar utan nya fall. Av 66 smittade avled 49 personer. Granskning av genomet har visat att detta utbrott inte hade något samband med ebolautbrottet i Västafrika 2014.

## Händelseutveckling
Utbrottet har spårats till den så kallade indexpatienten, en kvinna i byn Ikanamongo i den nordligt belägna provinsen Équateur, som blev sjuk efter att ha preparerat viltkött. Trots behandling på en lokal klinik avled kvinnan den 11 augusti 2014, vid denna tidpunkt med diagnosen viral blödarfeber av okänt etiologi (orsakssamband). Efterföljande laboratorieprov visade att hon dött av ebolafeber.
Den 18 augusti hade tretton personer, varav tre sjukvårdsanställda, avlidit av ebolaliknande symptom i Équateurprovinsen.
Den 26 augusti bekräftade provinsens sjukvårdsmyndighet utbrottet till Världshälsoorganisationen (WHO).
Den 2 september informerade WHO om 31 dödsfall i norra Boende-området i Équateurprovinsen samt 53 övriga bekräftade eller misstänkta fall. Den 9 september höjdes siffrorna till 35 respektive 62, bland dessa fanns nio fall som berörde sjukvårdspersonal, varav sju döda. Ebolautbrottet var fortfarande begränsat till Boende-området.
Den 28 oktober hade 66 fall rapporterats, varav 49 döda, varav i sin tur åtta sjukvårdsanställda. Tjugo dagar hade då gått sedan det sista tillfället då ett rapporterat misstänkt fall kunnat bekräftats som negativt, det vill säga icke smittad. Regionen ansågs kunna förklaras fri från ebolasmitta 42 dagar efter det sista rapporterade och konfirmerade fallet. Utbrottet förklarades vara över den 15 november, efter 42 dagar utan nya fall.

### Motåtgärder
Läkare utan gränser sände en styrka på 50 personer till området och öppnade två behandlingsenheter med en sammanlagd kapacitet av 50 platser. Läkare utan gränser, landets hälsoministerium och WHO igångsatte upplysningskampanjer och uppspårningsarbete.

## Samband mellan olika ebolautbrott
Det aktuella viruset, Zaire ebolavirus, var besläktat med det virus som orsakade ebolautbrottet i Kikwit 1995. Utbrottet hade inget samband med ebolautbrottet i Västafrika 2014.